# سيرا بيرينتش
سيرا بيرينتش هي ممثلة تركية (مواليد 19 يونيو 1997).

## الحياة الشخصية
ولدت سيرا بيرينتش في إسطنبول ، تخرجت من جامعة بهجتيشهير ، كلية العلوم الصحية. ودرست التمثيل في مسرح تيراس.

## أعمالها
- حكايتنا
- الوصال
- بيت من ورق
- بيت الطالب
- الياقة المغبرة

## روابط خارجية
سيرا بيرينتش على موقع قاعدة بيانات الأفلام على الإنترنت